# Севінешть (Нямц)
Севінешть, Севінешті (рум. Săvinești) — село у повіті Нямц в Румунії. Входить до складу комуни Севінешть.
Село розташоване на відстані 270 км на північ від Бухареста, 10 км на південний схід від П'ятра-Нямца, 91 км на захід від Ясс, 148 км на північний схід від Брашова.

## Населення
За даними перепису населення 2002 року у селі проживали 5629 осіб.
Національний склад населення села:
| Національність | Кількість осіб | Відсоток |
| -------------- | -------------- | -------- |
| румуни         | 5465           | 97,1%    |
| цигани         | 160            | 2,8%     |

Рідною мовою назвали:
| Мова      | Кількість осіб | Відсоток |
| --------- | -------------- | -------- |
| румунська | 5479           | 97,3%    |
| циганська | 146            | 2,6%     |